# Station Maurecourt
Station Maurecourt is een van de twee spoorwegstations van de Franse gemeente Andrésy. Het ligt aan de spoorlijn Paris-Saint-Lazare - Mantes-Station via Conflans-Sainte-Honorine, op kilometerpunt 27,751 van die lijn. Het station wordt aangedaan door treinen van Transilien lijn J tussen Paris Saint-Lazare en Mantes-la-Jolie over de noordoever van de Seine.
Maurecourt is een eigen Franse gemeente, aan de Oise, maar desondanks ligt station Maurecourt in Andrésy. Het andere station in Andrésy is station Andrésy.

## Vorig en volgend station
| Richting        | Vorig station | Lijn    | Volgend station     | Richting           |
| --------------- | ------------- | ------- | ------------------- | ------------------ |
| Mantes-la-Jolie | Andrésy       | Trans J | Conflans-Fin-d’Oise | Paris Saint-Lazare |